# 서울명원초등학교
서울명원초등학교는 대한민국 서울특별시 강동구에 있는 공립 초등학교이다.

## 학교 연혁
- 1987년 4월 22일: 개교(서울명원국민학교)
- 1996년 3월 1일: 서울명원초등학교로 교명 개칭
- 2027년 4월 22일: 개교 40주년

## 학교 상징
- 교목(校木) - 은행나무
- 교화(敎化) - 장미
- 캐릭터 - 밝음이, 둥금이

## 참고 자료
- 서울명원초등학교 - 한국교육학술정보원 학교알리미